# Лангенхаген (Мекленбург)
Лангенхаген (Мекленбург) (нем. Langenhagen (Mecklenburg)) — коммуна в Германии, в земле Мекленбург — Передняя Померания. 
Входит в состав района Пархим. Подчиняется управлению Гольдберг-Мильдениц.  Население составляет 144 человека (на 31 декабря 2006 года). Занимает площадь 8,67 км².
Община подразделяется на 2 сельских округа.